# Senna Lodigiana
Senna Lodigiana is een gemeente in de Italiaanse provincie Lodi (regio Lombardije) en telt 2073 inwoners (31-12-2004). De oppervlakte bedraagt 26,9 km², de bevolkingsdichtheid is 78 inwoners per km².

## Demografie
Senna Lodigiana telt ongeveer 841 huishoudens. Het aantal inwoners steeg in de periode 1991-2001 met 5,5% volgens cijfers uit de tienjaarlijkse volkstellingen van ISTAT.
| Jaar | Inwoneraantal |
| ---- | ------------- |
| 1991 | 1914          |
| 2001 | 2020          |

## Geografie
Senna Lodigiana grenst aan de volgende gemeenten: Ospedaletto Lodigiano, Somaglia, Orio Litta, Calendasco (PC).